# 吳相憲
吳相憲（韓語：오상헌，1964年—2014年4月7日），朝鮮政治家，前人民保安部副部長。根據《朝鮮日報》，他因曾協助前國家領導幹部張成澤而在2014年的政治清洗被處以火刑。